# Z. D. (Militärsprache)
Offiziere konnten in den deutschsprachigen Streitkräften bis zum Ende des Kaiserreiches 1918 zur Disposition (abgekürzt z. D. als Zusatz zum Dienstgrad) gestellt werden. Sie schieden damit aus dem aktiven Dienst aus und erhielten eine Pension. Dies entsprach nach heutigem Sprachgebrauch einer Versetzung in die Reserve. Sie befanden sich unter Kontrolle der Landwehrbehörden und konnten zum Beispiel im Mobilmachungsfall sofort wieder verwendet werden. Dies geschah insbesondere während des Ersten Weltkriegs. In diesem Fall erhielt der Offizier wieder den normalen Sold. Bekannte Beispiele dafür sind der General der Artillerie Karl Kehrer und der spätere Generalfeldmarschall Paul von Hindenburg.
Die Wehrmacht führte 1938 einen ähnlichen Status für Offiziere im Ruhestand wieder ein, bezeichnete diese aber eingedeutscht als zur Verfügung (abgekürzt z. V.). Offiziere z. V. wurden nur im Mobilmachungszustand (also 1939–1945) verwendet. Verabschiedete Offiziere, die bereits im Frieden (ab Juli 1938) in einer Planstelle (weiter-)dienten, erhielten die nunmehr freigewordene Bezeichnung Offiziere z. D. (die nunmehr für „zur Dienstleistung herangezogen“ stand).
Die Stellung eines Offiziers z. V. war von einer Zuweisung an die Führerreserve zu unterscheiden, bei der der Betroffene im Dienstverhältnis blieb, aber (vorübergehend) kein Kommando auszuüben hatte.